# 충청북도의 유형문화재
충청북도 유형문화재는 지방유형문화재 중에서 충청북도에 있는 유형문화재를 의미한다.

## 지정목록
- 제1호 ~ 제100호
- 제101호 ~ 제200호
- 제201호 ~ 제300호
- 제301호 ~ 제400호
- 제401호 ~ 제500호

## 참고 자료
- 충청북도 고시/공고